# Ameny (Wesir)
Ameny war ein altägyptischer Wesir, der unter König Amenemhet II. im Amt war. Ameny ist nur von dem Fragment eines Annalensteines von Amenemhat II. bekannt. Dieses Fragment fand sich 1908 in Memphis, zusammen mit anderen Fragmenten derselben Annalen, die jedoch erst 1955 aufgefunden wurden. Ameny trägt die Titel Vorsteher der Stadt, der zum Vorhang gehört, Wesir und Zab. Die Inschrift nennt eine Statue des Wesirs, die in den Totentempel des Herrschers aufgestellt wurde.
Die genaue Einordnung des Wesirs innerhalb der Regierungszeit von Amenemhat II. ist unsicher. Im achten Regierungsjahr des Herrschers war ein gewisser Sesostris im Amt und Ameny mag sein Nachfolger gewesen sein.